# Посёлок Куйбышева
Куйбышева — упразднённый посёлок в Мостовским районе Краснодарского края России. На момент упразднения входил в состав Шедокского сельского округа. В 2002 году включен в состав села Шедок и исключен из учётных данных.

## География
Располагался на левом берегу реки Псебайка, примерно в 2 км (по прямой) к северо-востоку от окраины села Шедок, ныне улица Куйбышева села.

## История
На топографических картах середины 1920-х годов на месте посёлка обозначены несколько хуторов — Гругов и Касьянов. По всей видимости к 1940-м годам хутора объединились в один населённый пункт, который стал называться Соединённый. Под современным названием посёлок фигурировал с 1950-х годов.
Постановлением заксобрания Краснодарского края от 24.04.2002 года № 1474-П посёлки Известковый, Куйбышева и село Шедок Шедокского сельского округа объединены в село с наименованием «Шедок»; посёлок Куйбышева исключен из учётных данных.

## Население
По данным на 1999 год посёлок состоял из 193 хозяйств, в нём проживало 628 человек.